# Heterospilus prosopidis
Espèce
Heterospilus prosopidis est une espèce d'insectes hyménoptères de la famille des Braconidae (micro-guêpes entomophages).

## Description
Cette espèce est connue pour être un parasite naturel de Callosobruchus chinensis. Elle pond ses œufs dans les œufs ou les larves de ce coléoptères puis les larves d'Heterospilus prosopidis s'en nourrissent jusqu'à la mort de l'hôte.
Heterospilus prosopidis mesure environ 4 mm et l'ovipositeur de la femelle fait environ 0,75 mm. Sa couleur va du jaunâtre au brunâtre.

## Systématique
Le nom valide complet (avec auteur) de ce taxon est Heterospilus prosopidis Viereck (d), 1910,.

### Publication originale
- (en) H. L. Viereck, « Descriptions of new species of Ichneumon flies », Proceedings of the United States National Museum, Washington, vol. 38, no 1754,‎ 1910, p. 379-384 (ISSN 0096-3801, e-ISSN 2377-6560, lire en ligne, consulté le 20 septembre 2024).